# Marc Millecamps
Marc Millecamps (* 9. října 1950, Waregem, Belgie) je bývalý belgický fotbalový záložník a reprezentant. Po skončení kariéry se stal trenérem.
Účastník EURA 1980 a Mistrovství světa 1982 (společně se svým bratrem Lucem Millecampsem).

## Klubová kariéra
Marc Millecamps strávil celou svou fotbalovou kariéru v belgickém klubu KSV Waregem, kde hrál se svým bratrem.
- KSV Waregem 1968–1988

## Reprezentační kariéra
V belgickém reprezentačním A-mužstvu debutoval 27. 2. 1980 v přátelském utkání v Bruselu proti týmu Lucemburska (výhra 5:0).
S reprezentací se zúčastnil Mistrovství světa 1982 ve Španělsku. Zúčastnil se i Mistrovství Evropy v roce 1980 v Itálii, kde Belgie obsadila po prohře 1:2 se Západním Německem druhé místo. Na šampionátu nenastoupil ani k jednomu ze čtyř zápasů Belgie.
Celkem odehrál v letech 1980–1982 za belgický národní tým 6 zápasů, branku nevstřelil.